# Radiolène
Radiolène est une radio locale expérimentale belge créée en 1982 et fermée en 2009.

## Histoire
Radiolène a été créé le 16 août 1982, à Verviers, par la RTBF comme une station locale expérimentale.
La « station de base » (appellation officielle de la RTBF) a été fondée par Marcel Counson et Jacques Chaumont. En 2004 la radio a fortement été réduite par le Plan Magellan. Ce plan était destiné à assainir les finances de la RTBF grâce notamment à des départs en retraite anticipés mais aussi par un repositionnement des chaînes du groupe. Depuis lors, Radiolène faisait partie de VivaCité. 
Fin 2009 la RTBF décida de fermer la station indépendante située depuis 1982 au Château d'Ottomont. La station est remplacée par un bureau d'information au centre de Verviers.